# ريكاردو لوبيز فيليبي
ريكاردو لوبيز فيليبي (بالإسبانية: Ricardo López Felipe) (مواليد 30 ديسمبر 1971 في مدريد - إسبانيا) لاعب كرة قدم إسباني وقد بدأ مسيرته مع فريق ريال ألفيا. بالإسبانية (Real àvila fc) في سنة 1991-1992 ثم انتقل إلى نادي أتلتيكو مدريد في مابين 1992-1995 حيث لعب له في الفريق الثاني ثم إبدأ يلعب في الفريق الأول في موسم 1995-1997 ثم عاد ليلعب في الفريق الثاني في موسم 1997-1998 ثم انتقل إلى ريال بلد الوليد ولعب معه في المواسم مابين 1998-2002 ثم انتقل ولعب مع عدة نوادي وهي مانشستر يونايتد موسم 2002-2003 و رسينغ سانتاندر موسم 2003-2004 و عاد لمانشستر يونايتد في موسم 2004-2005 ثم انتقل إلى أوساسونا ولعب لهم مابين 2005 و 2013. حيث اعتزل كرة القدم نهائيا في 6 يونيو 2013. ثم تولى مهمت مدرب للحراس في فريق كلو بروج

## روابط خارجية
- ريكاردو لوبيز فيليبي على موقع قاعدة بيانات كرة القدم.إي يو (الإنجليزية)
- ريكاردو لوبيز فيليبي على موقع ناشيونال فوتبول تيمز (الإنجليزية)
- ريكاردو لوبيز فيليبي على موقع Soccerbase.com (لاعب) (الإنجليزية)
- ريكاردو لوبيز فيليبي على موقع Soccerway.com (الإنجليزية)
- ريكاردو لوبيز فيليبي على موقع عالم كرة القدم.نت (الإنجليزية)
- ريكاردو لوبيز فيليبي على موقع AS.com (الإسبانية)